# Michael Narten
Michael Narten (* 18. März 1964 in Hannover) ist ein deutscher Graphikdesigner, Autor und Architekturfotograf.

## Leben
Aufgewachsen in Hannover, durchlief Michael Narten ab 1981 eine Ausbildung in einer Werbeagentur und arbeitete anschließend als Angestellter im Bereich der Illustration, als Grafiker und zuletzt als Art Director in einer Kommunikationsagentur mit Sitz in Hamburg. Nebenher trat er als Gitarrist mit einer Band auf und komponierte eigene Rockmusik.
Zu Beginn der 1990er Jahre begann Narten mit der Aufnahme von Schwarzweißfotografien mit den Schwerpunkten auf Landschafts- und Architekturbildern, wurde zunehmend freiberuflich tätig und machte sich im Jahr 2000 selbständig. Im eigenen Büro entwarf er Produkte für Kunden aus der Industrie, entwickelte Corporate Designs, Kundenmagazine oder Geschäftsberichte, deren Gestaltungen etwa vom Manager Magazin ausgezeichnet wurden. 2004 begann Michael Narten mit der Gestaltung erster Bücher, später auch eigener Buchkonzepte, für die er sowohl die Fotografien, die Grafiken und Texte entwickelte.
Erstmals als Autor trat Michael Narten im November 2009 in Erscheinung mit Texten zu dem Bildband „Zeitreise durch Hannover. Unterwegs mit Wilhelm Hauschild“. Die Bücher Nartens zur Geschichte der Stadt Hannover erschienen seitdem im Verlag Leuenhagen & Paris. In Nartens 2013 erschienenem Bildband Zeitreise durch Hannover. Stadtbilder damals und heute stellte er – zumeist vom nahezu exakt gleichen Aufnahmestandpunkt aus – detailreiche historische Architekturfotografien verschiedener Urheber aktuellen Farbansichten gegenüber, wodurch er den Betrachtern ein Bewusstwerden von Entwicklungen ermöglicht und die Leser einlädt zu einer Neubesinnung auf das jeweils eigene Leben.

## Werke (Auswahl)
- Wilhelm Hauschild, Michael Narten (Mitarb.): Zeitreise durch Hannover. Unterwegs mit Wilhelm Hauschild, Hannover: Leuenhagen & Paris, 2009, ISBN 978-3-923976-69-0
- Michael Narten: Hannover schwarz auf weiß, Hannover: Leuenhagen & Paris, 2010, ISBN 978-3-923976-79-9
- Michael Narten: Hannover (Bildband, Deutsch, English, Español), Hannover: Leuenhagen & Paris, 2011, ISBN 978-3-923976-82-9
- Michael Narten: Zeitreise durch Hannover. Stadtbilder damals und heute, Hannover: Leuenhagen & Paris, 2013, ISBN 978-3-923976-93-5
- Ostfriesische Inseln. Sieben Sehnsuchtsorte in der Nordsee, Rostock: Hinstorff, 2014, ISBN 978-3-356-01817-2; Inhaltstext aus der Verlagsmeldung
- Michael Narten: Ostfriesland. Region zwischen Meer und Moor, Rostock: Hinstorff, 2015, ISBN 978-3-356-01910-0
- Michael Narten, Achim Uhlenhut: Unterwegs in Hannover. 125 Jahre Üstra, 1. Auflage, illustrierte Auflage, Hannover: Leuenhagen & Paris, 2017, ISBN 978-3-945497-04-3
- Michael Narten: Michael Nartens Zeitreise durch Hannover. Stadtbilder damals und heute, Hannover: Leuenhagen & Paris, 2018, ISBN 978-3-945497-09-8

### Graphische Werke
Coverarts von Musikalben (Auswahl):
- Eloy: Ra (1988), Timeless Passages (2003), Visionary (2009), The Legacy Box (2010), The Vision, the Sword and the Pyre I (2017) und The Vision, the Sword and the Pyre II (2019).
- Kingdom: Lost in The City (1988)